# Lissoclinum spongium
Lissoclinum spongium är en sjöpungsart som beskrevs av Kott 200. Lissoclinum spongium ingår i släktet Lissoclinum och familjen Didemnidae. Inga underarter finns listade i Catalogue of Life.